# 伊利尼鎮區 (伊利諾伊州梅肯縣)
伊利尼鎮區（英語：Illini Township）是位於美國伊利諾伊州梅肯縣的一個行政鎮區。

## 地方資料
根據2010年美國人口普查的數據，伊利尼鎮區的面積為95.00平方千米，當中陸地面積為95.00平方千米，而水域面積為0.00平方千米。當地共有人口1401人，而人口密度為每平方千米14.75人。